# Joegoslaviëtribunaal
Het Joegoslaviëtribunaal (Engels: International Criminal Tribunal for the former Yugoslavia (ICTY); Frans: Tribunal pénal international pour l’ex-Yougoslavie (TPIY)) is een internationaal tribunaal voor het vervolgen van personen die worden verdacht van het schenden van internationaal humanitair recht, gepleegd op het grondgebied van het voormalig Joegoslavië vanaf 1 januari 1991. In 2010 richtte de VN het Internationaal Restmechanisme voor Straftribunalen (MICT) op, dat vanaf 2013 het overgebleven werk van het Joegoslaviëtribunaal zou overnemen. Alleen als een beroep tegen een uitspraak was ingediend voor 1 maart 2013 zou dit nog door het tribunaal behandeld worden. Ook zaken waarin nog geen oordeel was geveld, zoals die van Ratko Mladić, werden nog door het Joegoslaviëtribunaal afgehandeld.
Het tribunaal is gevestigd in het Aegongebouw in Den Haag.

## Oprichting en gebouw
Sinds het begin van het uitbreken van de Joegoslavische burgeroorlog (1991-1995) heeft dit conflict de internationale gemeenschap bezig gehouden. Op 25 september 1991 nam de VN-Veiligheidsraad zijn eerste resolutie met betrekking tot het conflict aan. In resolutie 713 sprak de Veiligheidsraad zijn bedenkingen uit met betrekking tot de schendingen van de staakt-het-vuren van 17 en 22 september 1991. In resolutie 764 van 13 juli 1992 sprak de Veiligheidsraad zijn ongenoegen uit over de vele schendingen van het oorlogsrecht en waarschuwde dat de daders van oorlogsmisdaden individueel aansprakelijk waren voor hun daden. Op 13 augustus 1992 nam de Veiligheidsraad resolutie 771 aan. In deze resolutie veroordeelde hij wederom de vele schendingen van internationaal humanitair recht en met name de vele schendingen met betrekking tot burgers. De Veiligheidsraad veroordeelde specifiek diegenen die zich schuldig hadden gemaakt aan etnische zuiveringen en riep alle partijen op om onmiddellijk alle gevechten te staken. Op 6 oktober 1992 kwam de Veiligheidsraad met resolutie 780, waarin hij VN-secretaris-generaal Boutros Boutros-Ghali opriep om een onafhankelijke commissie van experten op te stellen, die belast werd met het verzamelen en doen van bevindingen met betrekking tot schendingen van het oorlogsrecht in het conflict. Een van de aanbevelingen van de commissie van experts was het instellen van een internationaal tribunaal belast met de vervolging van schendingen van het oorlogsrecht. Naar aanleiding van dit rapport besloot de Veiligheidsraad op 22 februari 1993 in resolutie 808 tot de oprichting van het Joegoslaviëtribunaal. De Veiligheidsraad droeg daarbij de secretaris-generaal op om met een voorstel te komen voor het statuut van dit tribunaal. Op 3 mei 1993 kwam de secretaris-generaal met het rapport waarin het statuut voor het Joegoslaviëtribunaal was vervat. Op 25 mei 1993 bekrachtigde de Veiligheidsraad het statuut in resolutie 827 waarmee de oprichting van het Joegoslaviëtribunaal een feit was. Het tribunaal werd in Den Haag gevestigd, en was in grote mate gebaseerd op de algemene rechtsbeginselen der naties en de internationale gewoonte.
Het tribunaal is gehuisvest in het Aegongebouw aan het Churchillplein in Den Haag en is aangekocht door de VN. Het gebouw is door de architect Ad van der Steur ontworpen (1951-1953) voor de verzekeraar EN/NEN, later Ennia, een rechtsvoorganger van Aegon.

## Werkwijze
Het tribunaal bestaat uit drie kamers en één kamer voor hoger beroep. In de rechtszaal zijn de voertalen Engels en Frans, waar nodig met behulp van tolken. Getuigen en verdachten mogen in hun eigen taal spreken en alle stukken zijn beschikbaar in het Bosnisch, Servisch en Kroatisch.
Het tribunaal beoogt drie zaken: het stoppen van de oorlogsmisdaden, het bestraffen van oorlogsmisdadigers en het voorkomen van het schenden van internationaal humanitair recht. Uiteindelijk is besloten dat de hoogste straf die het mag opleggen levenslang is. Wanneer gevangenisstraf opgelegd is, kiezen de rechters vervolgens een land waar de veroordeelde zijn straf moet uitzitten. Het land wordt gekozen uit een lijst met landen die zich daartoe bereid hebben verklaard.

## Jurisdictie
Volgens het oprichtingsstatuut heeft het tribunaal materiële rechtsmacht op vier punten:
- Grove schendingen van de Verdragen van Genève;
- Schendingen van de wetten en gebruiken van de oorlog;
- Genocide
- Misdaden tegen de menselijkheid.

Zowel grove schendingen van de verdragen van Genève als schendingen van de wetten en gebruiken van de oorlog zijn oorlogsmisdrijven. Het verschil tussen beide is echter de rechtsbron. Het voormalige Joegoslavië was namelijk wel partij bij de Geneefse Verdragen, en dus gebonden aan de daarin opgestelde regels, maar niet bij andere verdragen zoals de vierde Haagse Conventie uit 1907. Dit laatste verdrag was echter onderdeel van het internationaal gewoonterecht waardoor zij ook in het conflict in Joegoslavië golden. Het resultaat was dus dat de rechtsmacht voor oorlogsmisdrijven in twee delen werd gesplitst.
De tijdelijke rechtsmacht is begrensd tot alle misdrijven gepleegd vanaf 1 januari 1991. De personele jurisdictie strekt zich uit over alle misdrijven gepleegd op het grondgebied van het voormalige Joegoslavië, gepleegd door wie dan ook.

## Toepasbaar recht
Het oprichtingsstatuut bevat verder nog regels met betrekking tot het recht dat het tribunaal mag toepassen. Het gaat hierbij om de nadere invulling van de delicten waarover het tribunaal rechtsmacht heeft. De inhoud van het toepasbare recht is niet alleen gebaseerd op de letterlijke betekenis van de formulering in het Statuut, maar ook op de uitleg bij het statuut en internationaal gewoonterecht. De vereisten voor de delicten worden daarom dikwijls nader geëxpliciteerd in de rechtspraak van het tribunaal (jurisprudentie).

### Verdragen van Genève
Het tribunaal mag de volgende grove schendingen van de Verdragen van Genève berechten:
- moord
- marteling of onmenselijke behandeling
- het toebrengen van schade aan lichaam en gezondheid
- grootschalige vernietiging of toe-eigenen van eigendom zonder militaire noodzaak
- het gijzelen van burgers
- het dwingen van krijgsgevangenen of burgers tot het dienen in een vijandelijk leger
- het ontzeggen van een reguliere rechtsgang aan krijgsgevangenen en burgers
- onrechtmatig deporteren, vervoeren of in hechtenis nemen van burgers.

### Oorlogsmisdrijven
Het oprichtingsstatuut noemt een niet-limitatieve opsomming van schendingen van de wetten en gebruiken van de oorlog. Het tribunaal kan dus ook andere oorlogsmisdrijven berechten, zolang deze maar een basis hebben in het internationaal gewoonterecht. Het statuut noemt bij naam:
- het gebruik van (gif)wapens die gemaakt zijn om onnodig lijden te veroorzaken;
- de vernietiging van dorpen en steden zonder militaire noodzaak;
- aanval of bombardement op onverdedigde steden, dorpen, nederzettingen of gebouwen;
- het bezetten van, of schade aanrichten aan gebouwen met een religieuze, wetenschappelijke of culturele functie;
- plunderen van openbaar of particulier bezit.

### Genocide
Genocide is het vernietigen van (een deel van) een religieuze, nationale, raciale of etnische groepering. Het tribunaal kan ook poging tot genocide en het aanzetten tot genocide vervolgen.

### Misdaden tegen de menselijkheid
Onder misdaden tegen de menselijkheid verstaat het oprichtingsstatuut: moord, verkrachting, marteling, slavernij, deportatie, uitroeiing, gevangenneming en misbruik. Bovendien moet er een verband zijn tussen deze misdrijven en het gewapende conflict in Joegoslavië.
Uit de jurisprudentie van het Joegoslaviëtribunaal komen vijf verdere vereisten naar voren:
- (i) Er moet sprake zijn van een aanval;
- (ii) De handeling van de dader moet deel uitmaken van deze aanval;
- (iii) De aanval moet gericht zijn tegen een burgerdoel;
- (iv) De aanval moet wijdverbreid of systematisch zijn;
- (v) De dader moet weten dat zijn handeling deel uitmaakt van een patroon van wijdverbreide of systematische misdrijven gericht tegen een burgerbevolking en weten dat zijn handeling in zulk een patroon past.[11]

Ook werd in beginsel vereist dat deze misdrijven werden gepleegd als deel van overheidsbeleid/op staatsgezag. Echter, in de Kunurac-zaak besloot de kamer voor hoger beroep dat het vereiste van overheidsbemoeinis niet meer vereist was: dit zou verdisconteerd zijn in het vereiste dat er sprake moet zijn van een wijdverbreide of systematische aanval. Bassiouni is van mening dat deze uitspraak opmerkelijk is, omdat het Internationaal Strafhof beide eisen kent in zijn omschrijving van misdrijven tegen de menselijkheid. Het Statuut van Rome wordt daarbij gezien als codificatie van de huidige stand van het internationaal gewoonterecht, waardoor de uitspraak van het Joegoslaviëtribunaal geen volkenrechtelijke grondslag zou hebben.

## Rechtszaken

### Veroordeeld en gedetineerd (o.a.)
- Duško Tadić is een Bosnisch-Servisch politicus. Ten tijde van de Bosnische Burgeroorlog was hij een van de leiders van de Servische Democratische Partij (SDS). Tadić is de eerste veroordeelde oorlogsmisdadiger uit de Bosnische Oorlog (1992-1995). Het Joegoslavië-tribunaal veroordeelde de Bosnische Serviër op 14 juli 1997 tot 20 jaar gevangenisstraf wegens misdaden in onder andere kamp Omarska, kamp Trnopolje en het stadje Kozarac. De straf is bevestigd in beroep op 26 januari 2000. In 2008 werd hij vervroegd vrijgelaten, nadat hij meer dan twee derde van zijn straf had uitgezeten. Hij leeft sindsdien in Servië.
- Radovan Karadžić werd op 24 maart 2016 veroordeeld tot 40 jaar celstraf. Hij werd schuldig bevonden aan genocide in Srebrenica, misdaden tegen de menselijkheid in twintig Bosnische gemeentes, gijzeling van VN-vredessoldaten en verantwoordelijkheid voor de beschieting van Sarajevo. Op 20 maart 2019 werd hij in hoger beroep veroordeeld tot een levenslange gevangenisstraf.
- Generaal Radislav Krstić, de eerste persoon in de geschiedenis van het genocideverdrag die ook in hoger beroep veroordeeld is voor medeplichtigheid aan het plegen van genocide ('Krstić aided and abetted the commission of [genocide]').[14] Hij werd in april 2004 tot 35 jaar gevangenisstraf veroordeeld voor zijn aandeel als generaal aan de moord op de meer dan 7000 mannen in Srebrenica. Krstić was als leider aanwezig en droeg commandoverantwoordelijkheid voor de moorden in Srebrenica.[15]
- Mladen Markač was Assistent Minister van Binnenlandse Zaken, belast met speciale politiezaken, van Kroatië. Hij werd veroordeeld tot 18 jaar gevangenis, eveneens wegens vervolging, deportatie, plundering, moedwillige vernieling, twee gevallen van moord, onmenselijke handelingen en wrede behandeling.
- Milan Martić, werd op 12 juni 2007 tot een gevangenisstraf van 35 jaar veroordeeld wegens misdaden tegen de menselijkheid en oorlogsmisdaden. Milan Martić, die diverse hoge functies bekleedde in de autonome Servische Republiek Krajina – die Serviërs in delen van Kroatië hadden uitgeroepen–, heeft zich tussen 1991 en 1995 schuldig gemaakt aan etnische zuiveringen, moord, plundering, deportaties, martelingen en het aanrichten van verwoestingen.[16]
- Ratko Mladić was opperbevelhebber van de Bosnisch-Servische troepen. Mladić werd op gearresteerd in Lazarevo, in de gemeente Zrenjanin op 26 mei 2011. Op 27 mei 2011 maakte een rechter van het Oorlogstribunaal in Belgrado bekend dat Mladić mocht worden overgedragen aan het Joegoslaviëtribunaal. Hij moest op 3 juni 2011 voorkomen en het proces begon op 16 mei 2012. Op 7 december 2016 werd levenslang tegen hem geëist en op 22 november 2017 werd hij veroordeeld. Dit vonnis werd op 8 juni 2021 door het hof bevestigd waardoor de veroordeling tot een levenslange gevangenisstraf definitief werd.[17]
- Milomir Stakić, oorlogsburgemeester van Prijedor, werd veroordeeld tot 40 jaar gevangenis wegens misdaden jegens de burgerbevolking van Prijedor, Kozarac en Ljubija in onder andere 3 detentiekampen, Trnopolje, Keraterm en Omarska.
- Zdravko Tolimir was hulpcommandant van het Bosnisch-Servische leger tijdens de Bosnische Oorlog. Op 12 december 2012 werd Tolimir door het Joegoslaviëtribunaal veroordeeld tot een levenslange gevangenisstraf wegens genocide, misdaden tegen de menselijkheid en oorlogsmisdaden gepleegd in 1995 na de val van de enclave Srebrenica en Zepa in Bosnië-Herzegovina.[18] Ook in hoger beroep werd hij tot een levenslange gevangenisstraf veroordeeld.[19]

### Veroordeeld en vrijgelaten (o.a.)
- Biljana Plavšić, voormalig Bosnisch-Servische politica, meldde zich in 2001 vrijwillig bij het Joegoslaviëtribunaal en werd als gevolg van een akkoord met het tribunaal – ze verklaarde zichzelf schuldig aan misdaden tegen de menselijkheid waarna de overige aanklachten vervielen – veroordeeld tot elf jaar gevangenisstraf. In 2009 werd ze vervroegd vrijgelaten.
- In januari 2009 werd door het tribunaal besloten dat de veroordeelde Pavle Strugar op 20 februari 2009 vervroegd moest worden vrijgelaten wegens zijn verslechterende gezondheidssituatie, nadat twee derde van zijn uiteindelijke gevangenisstraf van zeven en een half jaar was verstreken. Strugar was een generaal van het Joegoslavische Volksleger (JNA) tijdens de belegering van Dubrovnik in 1991 ten tijde van de oorlog in Kroatië. Hij was aanvankelijk veroordeeld tot acht jaar gevangenisstraf wegens het plegen van oorlogsmisdaden, waaronder ongeoorloofde aanvallen op burgers en civiele doelen, bij het bombarderen van deze stad. Dit vonnis was reeds verminderd tot zeven en een half jaar in juli 2008 wegens zijn slechte gezondheid. Rechter Robinson overwoog dat Strugar zich tijdens zijn detentie goed had gedragen en ook dat hij zich in oktober 2001 vrijwillig bij het tribunaal had gemeld. Daaruit zou een zekere mate van rehabilitatie blijken.

### Gesloten zaken (o.a.)
- President Slobodan Milošević. De rechtszaak was in gang, maar verdachte stierf op 11 maart 2006 in de gevangenis in Scheveningen, mogelijk aan het gebruik van rifampicine. Werd verdacht van het plegen van oorlogsmisdaden.[20]
- Luitenant-generaal Slobodan Praljak pleegde tijdens een zitting op 27 november 2017 zelfmoord in de rechtszaal door het giftige middel kaliumcyanide in te nemen. Praljak had op dat moment al zo lang genoeg in voorarrest gezeten dat hij na zijn veroordeling zou worden vrijgelaten.[21]

### Vrijgesproken (o.a.)
- Ante Gotovina, generaal in het Kroatische leger en commandant van het militaire district Split, werd aanvankelijk veroordeeld tot 24 jaar gevangenis wegens vervolging, deportatie, plundering, moedwillige vernieling, twee gevallen van moord, onmenselijke handelingen en wrede behandeling, onder andere tijdens Operatie Storm (Oluja) door het Kroatische leger. Op 16 november 2012 is Ante Gotovina door het Joegoslaviëtribunaal in Hoger Beroep vrijgesproken van alle aanklachten en werd hij meteen vrijgelaten. Dezelfde dag is Ante Gotovina teruggekeerd naar Kroatië. De rechters van de Kamer van Beroep kwamen tot de conclusie dat er geen plan van hogerhand was om de Serven te verdrijven. Volgens de VN-aanklagers waren Gotovina en Franjo Tuđman daarbij betrokken. De beroepsrechters vonden daar geen bewijs voor en achtten ook de andere aanklachten ongegrond.

### Zaak tegen oud-medewerkster
- Florence Hartmann, voormalig woordvoerster van de voormalige hoofdaanklager Carla Del Ponte, stond sinds juni 2009 terecht omdat zij in een boek over Joegoslavië de vertrouwelijkheid zou hebben geschonden. Uiteindelijk werd ze in 2011 veroordeeld tot zeven dagen cel. In 2016 werd ze in Den Haag gearresteerd en is ze na enkele dagen weer vrijgelaten wegens "goed gedrag".